# Carmen Souza
Carmen Souza er en musiker og komponist med tilhørsforhold til Kap Verde. Hun er født 1981 i Lissabon i Portugal. Begge forældre var fra Kap Verde, og hun er vokset op med kreolsk både som sprog og kultur. Hun blander traditionelle afrikanske og Kap Verde rytmer med jazz.

## Diskografi
- Ess e Nha Cabo Verde (2005)
- Verdade (2008)
- Protegid (2010)

- Wikimedia Commons har flere filer relateret til Carmen Souza